# Jaap Eden Trofee 1990
20e Jaap Eden Trofee 1990 was een schaatsmarathon. Het is de twintigste editie van de Jaap Eden Trofee die werd gehouden op zaterdag 3 november 1990 en plaatsvond op de Jaap Edenbaan in Amsterdam. De winnaar van de twintigste editie was bij de mannen Richard van Kempen, het zilver was voor Robert Vunderink en het brons voor Fausto de Oliveira Marreiros. De winnaar van de zesde editie bij de vrouwen Petra Moolhuizen, die voor de derde keer de trofee weet te winnen en hierdoor haar recordkampioenstatus verstevigd, het zilver was voor Alida Pasveer en het brons voor Esmeralda Ossendrijver.

## Podia
| Klasse              | Eerste             | Tweede           | Derde                        |
| ------------------- | ------------------ | ---------------- | ---------------------------- |
| Top-divisie mannen  | Richard van Kempen | Robert Vunderink | Fausto de Oliveira Marreiros |
| Top-divisie vrouwen | Petra Moolhuizen   | Alida Pasveer    | Esmeralda Ossendrijver       |

## Uitslag Top-divisie mannen[1]
| #      | Rijder                       | Nationaliteit | Ploeg | Ronde |
| ------ | ---------------------------- | ------------- | ----- | ----- |
| Goud   | Richard van Kempen           | Nederland     |       |       |
| Zilver | Robert Vunderink             | Nederland     |       |       |
| Brons  | Fausto de Oliveira Marreiros | Nederland     |       |       |
| 4      | Andries Kasper               | Nederland     |       |       |
| 5      | Erik van den Boogert         | Nederland     |       |       |
| 6      | Marcel Kooy                  | Nederland     |       |       |
| 7      | Arnold Stam                  | Nederland     |       |       |
| 8      | Rick van der Hoorn           | Nederland     |       |       |
| 9      | Frans Boon                   | Nederland     |       |       |
| 10     | Thomas Bos                   | Nederland     |       |       |
| 11     | Frits Schalij                | Nederland     |       |       |
| 12     | Piet de Boer                 | Nederland     |       |       |
| 13     | Frans Biemond                | Nederland     |       |       |
| 14     | Lammert Huitema              | Nederland     |       |       |
| 15     | Edward Hagen                 | Nederland     |       |       |
| 16     | Oege Ferwerda                | Nederland     |       |       |
| 17     | Yep Kramer                   | Nederland     |       |       |
| 18     | Piet Kleine                  | Nederland     |       |       |
| 19     | Henk van Benthem             | Nederland     |       |       |
| 20     | Jos Pronk                    | Nederland     |       |       |

## Uitslag Top-divisie vrouwen[2]
| #      | Rijder                  | Nationaliteit | Ploeg | Ronde |
| ------ | ----------------------- | ------------- | ----- | ----- |
| Goud   | Petra Moolhuizen        | Nederland     |       |       |
| Zilver | Alida Pasveer           | Nederland     |       |       |
| Brons  | Esmeralda Ossendrijver  | Nederland     |       |       |
| 4      | Harriët Berkhoff        | Nederland     |       |       |
| 5      | Elske van der Meer      | Nederland     |       |       |
| 6      | Simone van der Heide    | Nederland     |       |       |
| 7      | Kitty Snel              | Nederland     |       |       |
| 8      | Boukje Keulen           | Nederland     |       |       |
| 9      | Tilly Alderts           | Nederland     |       |       |
| 10     | Janneke Kriger-Dickhout | Nederland     |       |       |

1971 · 
1972 · 
1973 ·
1974 · 
1975 · 
1976 · 
1977 · 
1978 · 
1979 · 
1980 · 
1981 · 
1982 · 
1983 · 
1984 · 
1985 · 
1986 · 
1987 · 
1988 · 
1989 · 
1990 · 
1991 · 
1992 · 
1993 · 
1994 · 
1995 · 
1996 · 
1997 · 
1998 · 
1999 · 
2000 · 
2001 · 
2002 · 
2003 · 
2004 · 
2005 · 
2006 · 
2007 · 
2008 · 
2009 · 
2010 · 
2011 · 
2012 · 
2013 · 
2014 · 
2015 · 
2016 · 
2017 · 
2018 · 
2019 · 
2020 ·  
2021 · 
2022 · 
2023 · 
2024